# Oleg Iwanowitsch
Oleg Iwanowitsch (getauft als Jakob, manchmal auch Joachim; † 1402) war ein russischer Fürst aus dem Geschlecht der Rurikiden und ab 1352 Großfürst von Rjasan. Er erbte die Herrschaft nach dem Tod von Iwan oder Wassili Alexandrowitsch.

## Herkunft
Siehe auch Fürstentum Rjasan
Lange Zeit wurde er unter dem Einfluss des Gossudarew Rodoslowez (genealogisches Register des 16. Jahrhunderts) als Sohn von Iwan Korotopol angesehen, und diese Information wird auch heute noch manchmal in einigen genealogischen Publikationen veröffentlicht. In den 1850er Jahren wies der Historiker Dmitri Iwanowitsch Ilowaiski jedoch nach, dass sein Vater tatsächlich Fürst Iwan Alexandrowitsch von Rjasan war. Diese Version wird zum Beispiel von E.W. Ptschelow, dem modernen Experten für die Geschichte von Rurikiden, und einer Reihe anderer Historiker unterstützt.
Oleg selbst nennt in den Urkunden für das Olgow-Kloster beim Dorf Arestowskoje seinen Vater Iwan Alexandrowitsch ("durch das Gebet seines Vaters Fürst Iwan Alexandrowitsch"). Daher sind Forscher der Meinung, dass Oleg ein Sohn von Iwan Alexandrowitsch und nicht von Iwan Korotopol war. Was Iwan Alexandrowitsch anbelangt, so gilt sein Vater als Alexander Michailowitsch Ponskij, der von Iwan Korotopol getötet wurde.

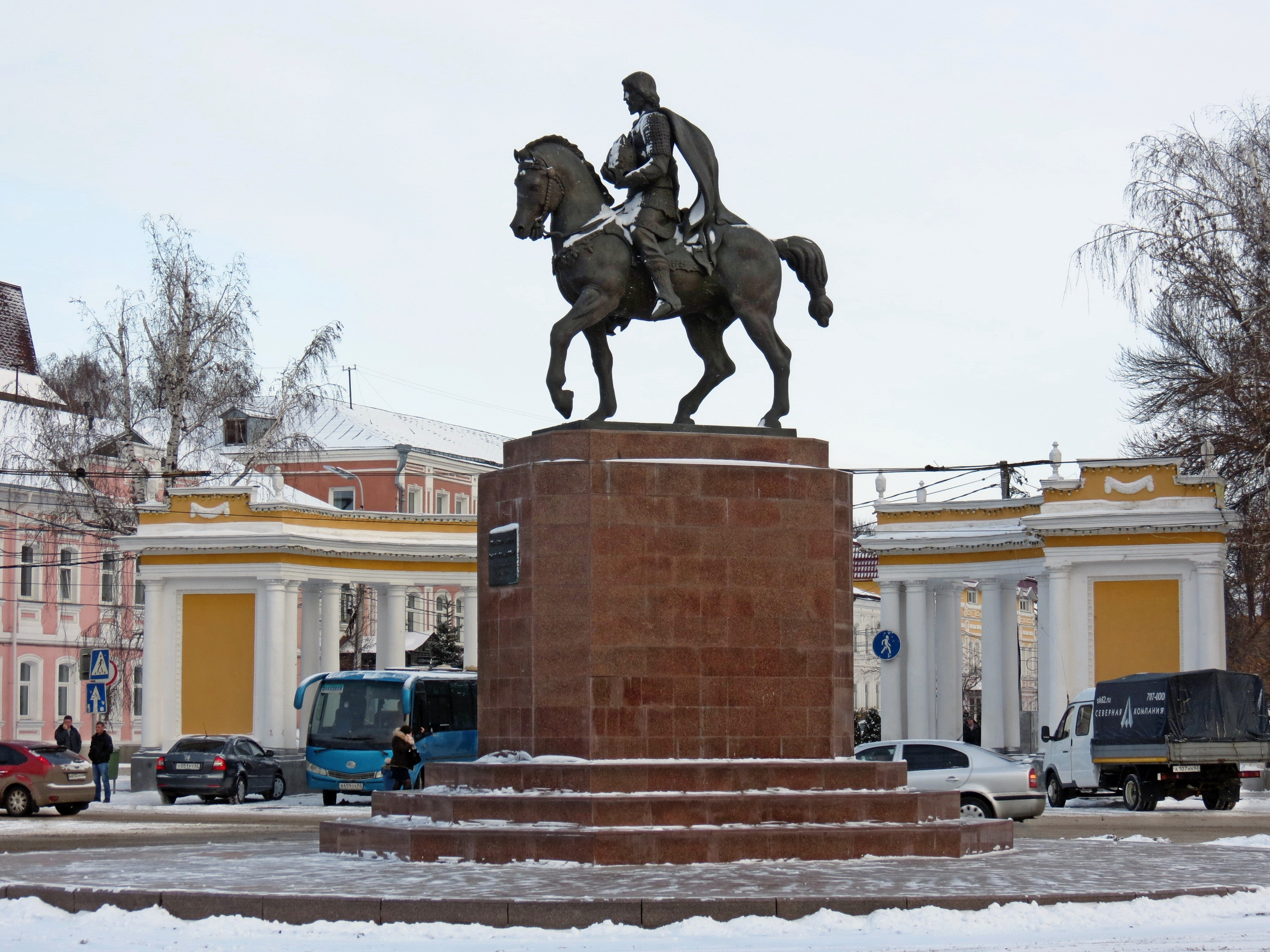
Denkmal für Fürst Oleg auf dem Kathedralen-Platz in Rjasan

Die Fürsten Iwan Iwanowitsch Korotopol von Rjasan und Alexander Michailowitsch Pronskij gehören demselben Rjasaner Zweig der Rurikiden an, waren Fürsten von Rjasan und Pronskij und Cousins.
Iwan Alexandrowitsch wird nur in Briefen erwähnt, nicht aber in den Annalen. Wassilij Alexandrowitsch hingegen wird in den Briefen nicht erwähnt, wohl aber in den Annalen, und in der Nikonchronik sogar als Großfürst von Rjasan. Die Aussagen der Annalen über die Ereignisse in Rjasan werden von den Historikern jedoch in der Regel angezweifelt, da die Annalen unter der Leitung des Metropoliten Daniel, der aus Rjasan stammt, erstellt wurden. Dmitri Iwanowitsch Ilowaiski, Johann Wassiljewitsch Dobroljubow und Andrej Wassiljewitsch Exemplarskij betrachteten Iwan und Wassilij als eine Person, in diesem Fall kann das Todesjahr von Wassilij (1351) das Jahr von Iwans Tod und den Beginn von Olegs Herrschaft bedeuten. Die meisten Historiker halten Iwan und Wassilij für die Brüder von Jaroslaw Alexandrowitsch. Er wird in den Urkunden nicht als Fürst von Rjasan genannt, obwohl er eine Marke für die Herrschaft Rjasan führte und Iwan Korotopol aus Rjasan vertrieb. Nach der Eroberung von Rjasan verlegte er seine Residenz (es heißt, dass die Hauptstadt verlegt wurde) von Perejaslawl-Rjasan nach Rostislawl-Rjasan und starb in Pronsk. Daher nimmt Presnjakow an, dass Iwan Alexandrowitsch in Rjasan regieren konnte, während Jaroslaw noch lebte, also seit 1342.

## Biographie
In der Ära der „großen Erinnerung“ in der Goldenen Horde, bevor sich die Macht in den Händen von Mamai konzentrierte, besiegte Oleg im Bündnis mit Wladimir von Pronsk und Titus von Koselsk 1365 den Hordenprinzen Tagai in der Nähe des Schischew-Waldes.

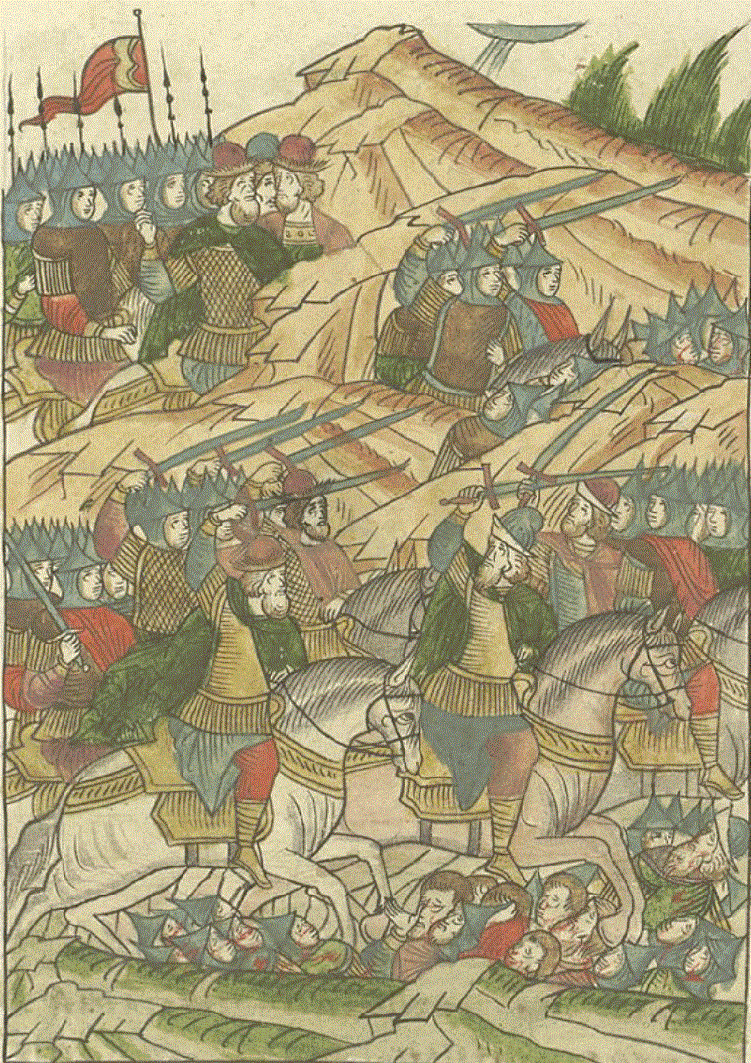
Eine heftige Belagerung in der Nähe des Schischew-Waldes. In der Miniatur: Oleg von Rjasan, Wladimir Pronskij und Titus Koselskij während der Schlacht mit Tagai

In der Zeit von 1370 bis 1387 versuchte Oleg hartnäckig, die Unabhängigkeit seines an die Steppe grenzenden Fürstentums zu behaupten, das besonders anfällig für Überfälle der Horde war, und das zu einer Zeit, als die nationalen Interessen die Vereinigung der russischen Streitkräfte im Kampf gegen die Horde erforderten. Oleg wurde 1370 einer der Organisatoren der Sammlung von Kräften zur Unterstützung des von Algirdas belagerten Moskaus, aber 1371 wurde er von den Kräften Dmitri Donskois unter dem Kommando des Fürsten Dmitri Michailowitsch Bobrok-Wolynski in der Schlacht von Skornischtschew besiegt, die Rjasaner Herrschaft wurde von Wladimir von Pronsk eingenommen (bis 1373, durch den Einfall von Mamai, gelang es Oleg, die Herrschaft mit Hilfe des Tataren Murza Solochmir zurückzugewinnen; die Moskauer Armee marschierte auf das nördliche Ufer der Oka). Im Jahr 1377 wurde Rjasan von dem Hordenfürsten Arapscha verwüstet; Oleg entkam nur knapp der Gefangennahme. Im Jahr 1378 zog Dmitri seine Truppen über die Oka zurück und besiegte im Bündnis mit Danila von Pronsk das Heer der Horde in der Schlacht an der Woscha. Im Jahr 1379 wurde Rjasan erneut verwüstet, und zwar von Mamai selbst.

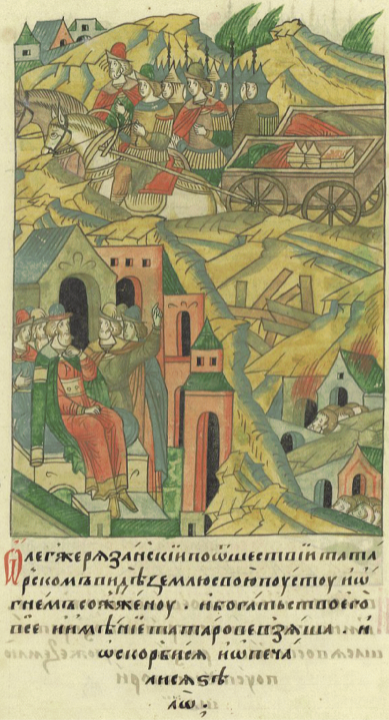
Fürst Oleg erfährt von der Verwüstung seiner Ländereien durch tatarische Armeen

Im Jahr 1380 nahm Oleg Verhandlungen mit Mamai und Władysław II. Jagiełło gegen Dmitri auf, was traditionell als sein Verrat an der gesamtrussischen Sache gedeutet wird; aber ein Teil der Historiker interpretiert es als diplomatisches Spiel, um seine Ländereien vor erneuter Verwüstung zu bewahren, um Dmitri zu einem Treffen mit Mamai zu bewegen, bevor er in das Rjasaner Land kam, und sogar als bewusste Irreführung von Mamai und Jagailo über eine mögliche Verbindung mit ihnen an der Oka. Dmitri zog seine Truppen über die Oka zurück, schlug jedoch nicht auf Rjasan ein, sondern zog westlich der Hauptgebiete des Rjasaner Fürstentums vorbei. In dem Epos von der Schlacht am Don wird sogar der Tod von 70 Rjasaner Bojaren auf russischer Seite erwähnt, aber diese Information ist wegen der Auslassung dieser Tatsache in den Chroniken und wegen der Voreingenommenheit des Autors (Sofonij Rjasanz) nicht glaubwürdig.
Nach Dmitris Sieg in der Schlacht auf dem Kulikowo Pole verließ Oleg die Hauptstadt in Richtung der südlichen Grenzen des Fürstentums und blieb dort, bis Dmitri nach Moskau zurückkehrte, während seine anderen Einheiten die vom Kulikowo Pole zurückkehrenden Truppen angriffen, die Konvois ausraubten und Gefangene machten. Im Jahr 1381 unternahm Dmitri einen Gegenfeldzug, und Oleg Rjasan erklärte sich zum "jüngeren Bruder" und schloss mit Dmitri einen Vertrag gegen die Horden, ähnlich dem Moskauer-Türken-Vertrag von 1375, und versprach die Rückgabe der nach der Schlacht von Kulikowo gefangenen Männer.
Im Jahr 1382 griff Toktamisch plötzlich Russland an, Dmitri hatte keine Zeit, seine Truppen zu sammeln, und Oleg, um seine Ländereien vor dem Ruin durch die Horden zu bewahren, zeigte ihnen Furten an der Oka, aber sie plünderten trotzdem Rjasan auf dem Rückweg. Außerdem unternahm Dmitri im Herbst desselben Jahres auch einen Angriff auf Rjasan als Strafe. Im Jahr 1385 nutzte Oleg die Schwächung Moskaus nach der Invasion von Toktamisch, eroberte Kolomna und besiegte in der Schlacht bei Perewitsk ein Moskauer Heer unter Führung von Wladimir Andrejewitsch Chrabry. Durch die Vermittlung von Sergius von Radonesch wurde mit Dmitri Donskoi ewiger Frieden geschlossen, und 1387 verheiratete Oleg seinen Sohn Fjodor mit Dmitris Tochter Sofia.
In späteren Jahren unterstützte Oleg seinen Schwiegersohn, den Smolensker Fürsten Juri Swjatoslawitsch, gegen Vytautas von Litauen, der Smolensk einnehmen wollte. Die Kämpfe fanden auf litauischem und rjasanischem Gebiet statt (1393–1401). Eine Zeit lang gelang es Oleg, Juri Swjatoslawitsch, der aus dem von den Litauern besetzten Smolensk geflohen war, den Thron zurückzugeben. Doch 1402 wurde das Fürstentum Rjasan in der Schlacht bei Ljubutsk besiegt, in der der Fürstensohn Rodoslaw Olgowitsch, der die Armee angeführt hatte, gefangen genommen wurde. Dadurch wurden die Kräfte von Oleg Iwanowitsch geschwächt.
Kurz vor seinem Lebensende nahm Oleg unter dem Namen Joachim das Mönchtum und das Schima in dem von ihm gegründeten Kloster Solotscha 18 Werst von Rjasan entfernt an. Seine Frau, Fürstin Euphrosine, beendete ihr Leben ebenfalls als Nonne.

## Verdienste
Fürst Oleg hatte ein schweres und umstrittenes Schicksal und eine posthume Berühmtheit, die von Moskauer Chronisten geschaffen wurde und bis heute erhalten geblieben ist. Der in Moskau als "zweiter Swjatopolk" bezeichnete Fürst, den die Einwohner von Rjasan liebten und ihm sowohl nach Siegen als auch nach Niederlagen die Treue hielten, ist eine leuchtende und bedeutende Figur im Leben Russlands im 14. Jahrhundert. Bemerkenswert ist, dass in den Urkunden aus der Zeit vor dem Endkampf (1375) zwischen Dmitri Iwanowitsch Donskoi und Michail Alexandrowitsch Twerski – den Hauptkonkurrenten um die Vorherrschaft und das Großfürstentum Wladimir – Fürst Oleg von Rjasan als Schiedsrichter in strittigen Fragen genannt wird. Dies zeigt, dass Oleg zu dieser Zeit eine maßgebliche Figur war, ein Großfürst, der weder auf der Seite von Twer noch auf der von Moskau stand. Er kämpfte auch mit dem litauischen Großfürsten Vytautas, dem es erst nach Olegs Tod und mit Hilfe der Polen gelang, Smolensk einzunehmen, und kämpfte um Einfluss in den Fürstentümern der oberen Oka.

## Beerdigung von Fürst Oleg Iwanowitsch und Fürstin Euphrosine
Großfürst Oleg Iwanowitsch Rjasan starb am 5. Juli 1402 und wurde ursprünglich in einem Steinsarg in der Fürbittkirche des Klosters Solotscha beigesetzt. Er wird von der orthodoxen Bevölkerung als ein verehrter lokaler Heiliger verehrt. Seine Frau Euphrosine (Eupraxia) († 5. Dezember 1404/06) wird als lokal verehrte Heilige im Rang einer Ehrwürdigen verehrt. Durch das Dekret des Heiligsten regierenden Synods vom 6. Oktober 1769, Nr. 1955, wurden die sterblichen Überreste des Großfürsten Oleg Iwanowitsch und der Fürstin Euphrosyne in die Geburtskirche der Allerheiligsten Gottesmutter des Solotscha-Klosters übertragen. Nach der Schließung des Klosters (1923) wurden die ehrlichen sterblichen Überreste des Großfürsten und seiner Gemahlin in das Regierungsmuseum von Rjasan überführt, und (am 13. Juli 1990) wurden die sterblichen Überreste von Oleg Iwanowitsch in das Kloster des Heiligen Johannes des Theologen überführt, woraufhin (am 22. Juni 2001) die sterblichen Überreste erneut in das Solotscha-Kloster überführt wurden. Das Paar wurde anschließend in der Kathedrale der Geburt der Jungfrau Maria im Solotscha-Kloster beigesetzt.

## Wappen von Rjasan

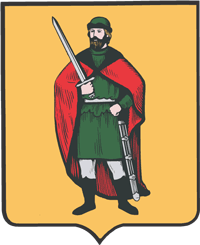
Kleines Wappen von Rjasan (genehmigt am 29. Mai 1779)

"Ein Prinz, der in einem goldenen Feld steht, mit einem Schwert in der rechten und einer Scheide in der linken Hand; er trägt einen scharlachroten Umhang, und sein Gewand und seine Mütze sind grün und mit Zobel umhüllt" (Pawel Pawlowitsch Winkler, S. 131). Den Rjasaner Legenden zufolge stellt das Wappen den Großfürsten Oleg Iwanowitsch von Rjasan selbst dar.

## Familie und Kinder
Schwester: Anastasia
Ehefrau: Euphrosine (Eupraxia), möglicherweise Tochter von Olgerd von Litauen, gest. 5. Dezember 1404.
Kinder:
- Agrippina - verheiratet mit Iwan Titowitsch Koselskij[13]
- Aljona - verheiratet mit Jurij Swjatoslawitsch von Smolensk
- Fjodor (gest.1427) - Großfürst von Rjasan (1402–1427)
- Rodoslaw (oder Jaroslaw?) (gest. 1407);
- eine weitere Tochter - verheiratet mit Wladimir Dmitrijewitsch Pronskij;
- Anastasia - verheiratet mit Dmitrij Kaributas Olgerdowitsch, Fürst von Nowhorod-Siwerskyj und Sbarasch

## Darstellung in der Kunst
Oleg Rjasan ist der Held des gleichnamigen Romans von Alexej Perowitsch Tschludenew (Rjasan, 1999). In seinem Werk berührt der Autor ein so komplexes Thema wie den "Verrat" des Großfürsten von Rjasan an den gemeinsamen Interessen von ganz Russland.
Dmitrij Michailowitsch Balaschow hat Oleg zu einer Figur in seinen Romanen "Der Wind der Zeit", "Verzicht" und "Heiliges Russland" aus der Reihe "Die Moskauer Prinzen" gemacht.